# Уйбулатово
Уйбула́тово (рос. Уйбулатово, башк. Уйбулат) — село у складі Чекмагушівського району Башкортостану, Росія. Входить до складу Юмашевської сільської ради.
Населення — 262 особи (2010; 279 у 2002).
Національний склад:
- татари — 80 %